# Osthimosia amplexa
Osthimosia amplexa är en mossdjursart som beskrevs av Gordon 1989. Osthimosia amplexa ingår i släktet Osthimosia och familjen Celleporidae. Inga underarter finns listade i Catalogue of Life.